# Derby di Amburgo
Il derby di Amburgo è una rivalità calcistica tra due delle principali squadre di Amburgo, l'Hamburger SV e l'FC St. Pauli.

## Storia

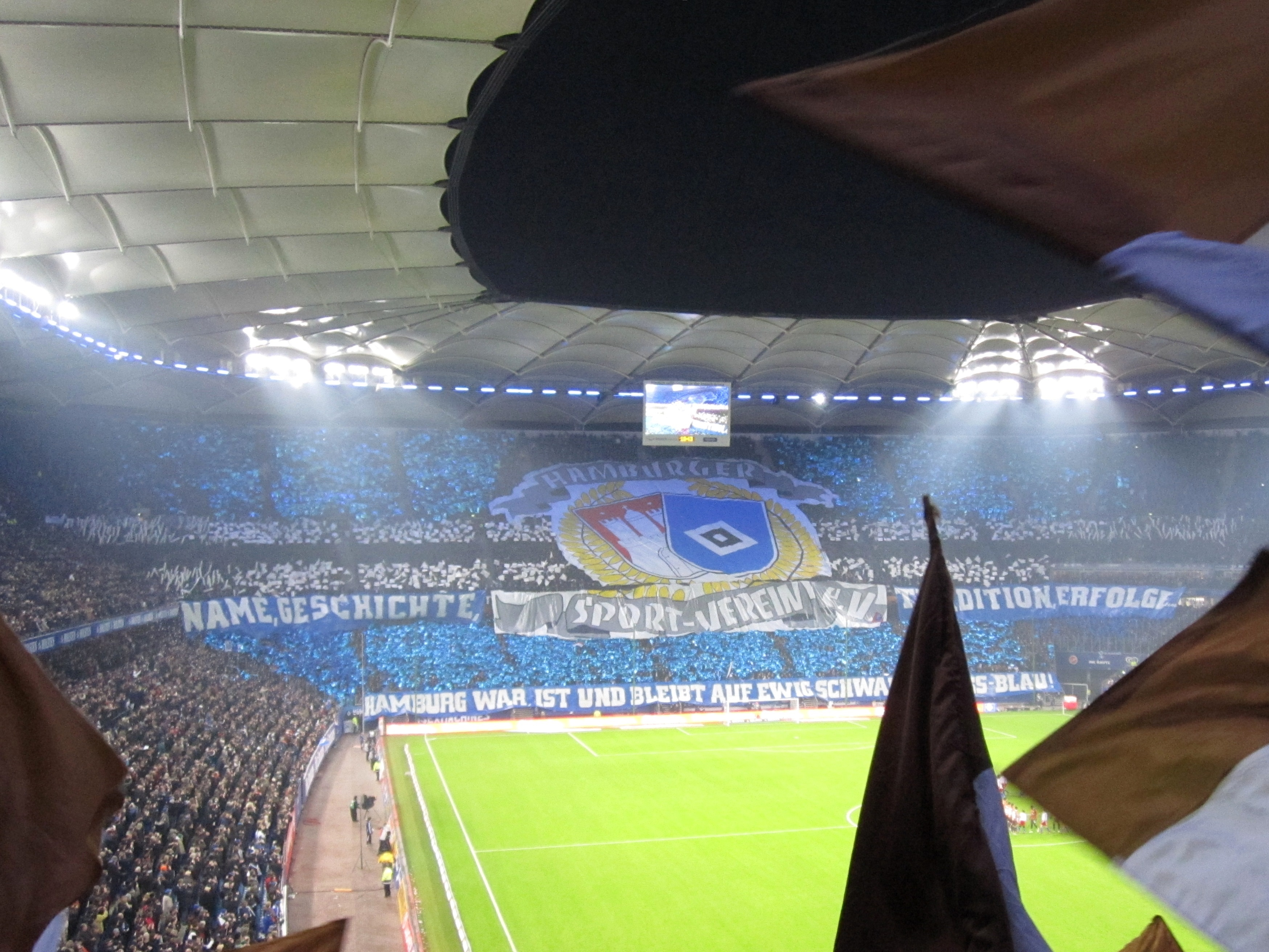
Nome, storia, tradizione, successi. Amburgo era, è e resterà per sempre nero-bianco-blu – Coreografia dei tifosi dell'HSV durante il 99º derby cittadino (2011).

L'Hamburger SV è stato fondato nel 1919 dalla fusione tra SC Germania 1887, Hamburger FC 1888 e FC Falke 1906 (la data di fondazione ufficiale del club è considerata il 1887, anno di nascita dello SC Germania). L'FC St. Pauli nacque invece nel 1924 come una scissione dalla società ginnastica Hamburg St. Pauli Turnverein. Dopo la sua fondazione, l'Hamburger SV divenne il club più importante della città e, dopo la Seconda Guerra Mondiale, l'FC St. Pauli sostituì l'Eimsbütteler TV come principale rivale dell'HSV.
Il primo incontro tra HSV e St. Pauli TV si disputò il 7 dicembre 1919 nel campionato di Amburgo, con una netta vittoria dell'Hamburger SV per 9-0. La prima vittoria dell'FC St. Pauli, soprannominato "Kiezkicker", arrivò il 19 ottobre 1930, con un successo per 1-0 nella loro prima sfida nell'Oberliga Hamburg. Le sfide tra HSV e FC St. Pauli si disputarono quasi ogni anno fino alla nascita della Bundesliga nel 1963, quando le due squadre presero strade diverse: l'HSV divenne la squadra di riferimento dell'Oberliga Nord, mentre il St. Pauli giocò nella Regionalliga Nord. Nel 1974, il St. Pauli fu promosso nella nuova 2. Bundesliga e, nel 1977, riuscì ad approdare per la prima volta in Bundesliga, dando vita al primo derby di Amburgo nella massima serie tedesca. Nella stagione precedente, l'HSV aveva vinto la Coppa delle Coppe 1976-1977, confermandosi il club più titolato. Tuttavia, il St. Pauli riuscì a sorprendere l'HSV vincendo 2-0 al Volksparkstadion, casa dell'Hamburger SV. La gara di ritorno, giocata anch'essa al Volksparkstadion nonostante il St. Pauli fosse la squadra di casa, fu vinta dall'HSV per 3-2, e il St. Pauli retrocesse a fine stagione in 2. Bundesliga. La successiva sfida tra i due club avvenne nella stagione 1986/87, in Coppa di Germania, con l'HSV che vinse 6-0 nel proprio stadio.
Tra il 1988 e il 1991, tra il 1995 e il 1997 e nella stagione 2001-02, il St. Pauli tornò in Bundesliga e disputò i derby casalinghi al Volksparkstadion. In 12 incontri totali in questo periodo, il St. Pauli non riuscì a vincere neanche una partita (5 pareggi e 7 sconfitte). Dopo la retrocessione del 2001-02, il club scese fino alla Regionalliga Nord nel 2003. Nel 2007 il St. Pauli tornò in 2. Bundesliga e nel 2010 riuscì nuovamente a conquistare la promozione in Bundesliga. La gara d'andata del 19 ottobre 2010 fu il primo derby giocato nello stadio del St. Pauli dal 1962 e si concluse con un pareggio per 1-1. Nella gara di ritorno, il 16 febbraio 2011 al Volksparkstadion, il St. Pauli vinse 1-0 grazie a un gol di Gerald Asamoah, ottenendo la prima vittoria contro l'HSV dal 1977. Tuttavia, al termine della stagione 2010-11, il club del quartiere St. Pauli retrocesse nuovamente in 2. Bundesliga.
Con la retrocessione dell'Hamburger SV in 2. Bundesliga nel 2018, i derby di Amburgo tornarono a disputarsi più frequentemente. La gara d'andata della stagione 2018-19, giocata al Volksparkstadion, terminò con un pareggio senza reti, mentre l'HSV vinse 4-0 la gara di ritorno al Millerntor-Stadion, ottenendo la prima vittoria esterna nel derby in una gara di campionato dopo 57 anni. Tuttavia, l'HSV mancò la promozione in Bundesliga, piazzandosi al quarto posto. Successivamente, il St. Pauli vinse quattro dei cinque derby successivi. Prima della sfida al Volksparkstadion del gennaio 2022, il St. Pauli era addirittura in testa alla classifica, ma l'HSV vinse 2-1, ottenendo la prima vittoria casalinga nel derby dopo oltre 20 anni. A fine stagione, il St. Pauli mancò la promozione chiudendo al quinto posto, mentre l'HSV terminò terzo e si qualificò agli spareggi promozione contro l'Hertha Berlino. Dopo aver vinto l'andata 1-0, l'HSV perse il ritorno 0-2, fallendo ancora una volta il ritorno in Bundesliga.

## Risultati
La seguente tabella riporta tutti i risultati ottenuti dalle due squadre in ognuna delle partite ufficiali giocate tra loro.
| Nº  | Data       | Stadio                   | Competizione                    | In casa   | Risultato | In trasferta |
| --- | ---------- | ------------------------ | ------------------------------- | --------- | --------- | ------------ |
| 75  | 13/11/1960 | Millerntor-Stadion       | Oberliga Nord 1960-1961         | St. Pauli | 1 - 6     | Amburgo      |
| 76  | 11/03/1961 | Volksparkstadion         | Oberliga Nord 1960-1961         | Amburgo   | 2 - 2     | St. Pauli    |
| 77  | 16/09/1961 | Volksparkstadion         | Oberliga Nord 1961-1962         | Amburgo   | 3 - 1     | St. Pauli    |
| 78  | 11/03/1962 | Millerntor-Stadion       | Oberliga Nord 1961-1962         | St. Pauli | 1 - 2     | Amburgo      |
| 79  | 07/10/1962 | Millerntor-Stadion       | Oberliga Nord 1962-1963         | St. Pauli | 1 - 3     | Amburgo      |
| 80  | 16/02/1963 | Volksparkstadion         | Oberliga Nord 1962-1963         | Amburgo   | 3 - 2     | St. Pauli    |
| 81  | 02/08/1972 | Millerntor-Stadion       | DFB-Ligapokal 1972-1973         | St. Pauli | 1 - 4     | Amburgo      |
| 82  | 24/08/1972 | Sportplatz at Rothenbaum | DFB-Ligapokal 1972-1973         | Amburgo   | 0 - 0     | St. Pauli    |
| 83  | 03/09/1977 | Volksparkstadion         | Fußball-Bundesliga 1977-1978    | Amburgo   | 0 - 2     | St. Pauli    |
| 84  | 28/01/1978 | Volksparkstadion         | Fußball-Bundesliga 1977-1978    | St. Pauli | 2 - 3     | Amburgo      |
| 85  | 19/11/1986 | Volksparkstadion         | DFB-Pokal 1986-1987             | Amburgo   | 6 - 0     | St. Pauli    |
| 86  | 03/09/1988 | Volksparkstadion         | Fußball-Bundesliga 1988-1989    | Amburgo   | 1 - 1     | St. Pauli    |
| 87  | 23/03/1989 | Volksparkstadion         | Fußball-Bundesliga 1988-1989    | St. Pauli | 1 - 2     | Amburgo      |
| 88  | 16/09/1989 | Volksparkstadion         | Fußball-Bundesliga 1989-1990    | St. Pauli | 0 - 0     | Amburgo      |
| 89  | 24/03/1990 | Volksparkstadion         | Fußball-Bundesliga 1989-1990    | Amburgo   | 0 - 0     | St. Pauli    |
| 90  | 25/11/1990 | Volksparkstadion         | Fußball-Bundesliga 1990-1991    | St. Pauli | 0 - 2     | Amburgo      |
| 91  | 01/06/1991 | Volksparkstadion         | Fußball-Bundesliga 1990-1991    | Amburgo   | 5 - 0     | St. Pauli    |
| 92  | 24/11/1995 | Volksparkstadion         | Fußball-Bundesliga 1995-1996    | Amburgo   | 1 - 0     | St. Pauli    |
| 93  | 05/05/1996 | Volksparkstadion         | Fußball-Bundesliga 1995-1996    | St. Pauli | 1 - 1     | Amburgo      |
| 94  | 15/09/1996 | Volksparkstadion         | Fußball-Bundesliga 1996-1997    | Amburgo   | 3 - 0     | St. Pauli    |
| 95  | 14/03/1997 | Volksparkstadion         | Fußball-Bundesliga 1996-1997    | St. Pauli | 2 - 2     | Amburgo      |
| 96  | 02/12/2001 | Volksparkstadion         | Fußball-Bundesliga 2001-2002    | Amburgo   | 4 - 3     | St. Pauli    |
| 97  | 19/04/2002 | Volksparkstadion         | Fußball-Bundesliga 2001-2002    | St. Pauli | 0 - 4     | Amburgo      |
| 98  | 19/09/2010 | Millerntor-Stadion       | Fußball-Bundesliga 2010-2011    | St. Pauli | 1 - 1     | Amburgo      |
| 99  | 16/02/2011 | Volksparkstadion         | Fußball-Bundesliga 2010-2011    | Amburgo   | 0 - 1     | St. Pauli    |
| 100 | 30/09/2018 | Volksparkstadion         | 2. Fußball-Bundesliga 2018-2019 | Amburgo   | 0 - 0     | St. Pauli    |
| 101 | 10/03/2019 | Millerntor-Stadion       | 2. Fußball-Bundesliga 2018-2019 | St. Pauli | 0 - 4     | Amburgo      |
| 102 | 16/09/2019 | Millerntor-Stadion       | 2. Fußball-Bundesliga 2019-2020 | St. Pauli | 2 - 0     | Amburgo      |
| 103 | 22/02/2020 | Volksparkstadion         | 2. Fußball-Bundesliga 2019-2020 | Amburgo   | 0 - 2     | St. Pauli    |
| 104 | 30/10/2020 | Volksparkstadion         | 2. Fußball-Bundesliga 2020-2021 | Amburgo   | 2 - 2     | St. Pauli    |
| 105 | 01/03/2021 | Millerntor-Stadion       | 2. Fußball-Bundesliga 2020-2021 | St. Pauli | 1 - 0     | Amburgo      |
| 106 | 13/08/2021 | Millerntor-Stadion       | 2. Fußball-Bundesliga 2021-2022 | St. Pauli | 3 - 2     | Amburgo      |
| 107 | 21/01/2022 | Volksparkstadion         | 2. Fußball-Bundesliga 2021-2022 | Amburgo   | 2 - 1     | St. Pauli    |
| 108 | 14/10/2022 | Millerntor-Stadion       | 2. Fußball-Bundesliga 2022-2023 | St. Pauli | 3 - 0     | Amburgo      |
| 109 | 21/04/2023 | Volksparkstadion         | 2. Fußball-Bundesliga 2022-2023 | Amburgo   | 4 - 3     | St. Pauli    |
| 110 | 01/12/2023 | Millerntor-Stadion       | 2. Fußball-Bundesliga 2023-2024 | St. Pauli | 2 - 2     | Amburgo      |
| 111 | 03/05/2024 | Volksparkstadion         | 2. Fußball-Bundesliga 2023-2024 | Amburgo   | 1 - 0     | St. Pauli    |

## Statistiche
La seguente tabella contiene tutti i dati riguardanti gli scontri diretti tra le due squadre in partite ufficiali.
|               | Giocate | Vittorie Amburgo | Pareggi | Vittorie St. Pauli | Gol Amburgo | Gol St. Pauli |
| ------------- | ------- | ---------------- | ------- | ------------------ | ----------- | ------------- |
| Bundesliga    | 16      | 8                | 6       | 2                  | 29          | 14            |
| 2. Bundesliga | 12      | 4                | 3       | 5                  | 17          | 19            |
| DFB-Pokal     | 3       | 3                | 0       | 0                  | 14          | 2             |
| DFB-Ligapokal | 2       | 1                | 1       | 0                  | 4           | 1             |
| Altre partite | 78      | 54               | 7       | 17                 | 283         | 89            |
| Totale        | 111     | 70               | 17      | 24                 | 347         | 125           |